# コカ・コーラ
コカ・コーラ（英語: Coca-Cola）は、ザ コカ・コーラ カンパニー（以下、コカ・コーラ社）が製造販売するコーラの名称である。愛称はコーク（Coke）。
なお、正式な日本語表記は半角中黒を用いた「コカ･コーラ」である。

## 概略
1886年、アメリカ合衆国で発明された世界最初のコーラ飲料。1886年5月29日付『アトランタ・ジャーナル』誌に、「Coca-Cola,DELICIOUS！REFRESHING！EXHILARATING！INVIGORATING！（コカ･コーラ、おいしく！さわやか！軽やかに！元気はつらつ！）」という初めての新聞広告が掲載されている。発祥はジョージア州アトランタで、現在も本社は同地にある。アトランタの「World of Coca-Cola 博物館」には多くの観光客が訪れ、そこでは世界各国のコカ・コーラの味を比較できる。
コカ･コーラの名称の由来は、コカの葉（成分としてコカインを含む）とコーラの実（当時はほぼアフリカ産）を原材料に使っていたことによる。ジョン・ペンバートン博士の友人で、経理担当のフランク・ロビンソンが命名した。1903年以降、コカインの成分は含まれておらず、現在はコーラの実も他のコーラ飲料と同様に、風味に殆ど影響を与えない微量である。なお日本コカ・コーラ株式会社は、この説明を完全に否定しており、名称の由来は「語感がいいから」という単純な理由だと主張している。

### ギャラリー
- アメリカで販売されている様々なサイズのコカ・コーラ
- ワールド・オブ・コカ・コーラ
- コカ・コーラの発明者 ジョン・ペンバートン
- アメリカ合衆国 コカ・コーラのバン（シボレー・アストロ）
- モントリオールにあるコカ・コーラカナダ社工場の瓶詰め工程で作業をする労働者（1941年1月8日）

## 製造
米国のコカ・コーラ社本社で調製されたコカ・コーラの原液が世界各地のボトリング会社に流通し、現地各社によってコーンシロップ、砂糖、炭酸水などが加えられ、瓶詰め・缶詰めされ販売される。

### 材料
コカ・コーラの風味はトップシークレットの香料7xと柑橘系およびスパイス系のフレーバー7 - 8種類程度の配合によるものといわれる。このうち7xの成分は、コカ・コーラ社のトップシークレットであり、成分を知っているのは最高幹部のみである。
7xはレモン・オレンジ・ナツメグ・シナモン・ネロリ・コリアンダー、そして脱コカイン処理されたコカの葉の7種（またはコカの葉がない6種）をアルコールで抽出したものだといわれている。この7xとその他のフレーバーの配合レシピのことを「フォーミュラ」と呼ぶ（後述）。

### レシピ（フォーミュラ）
コカ・コーラ社のフォーミュラは非公開であり、フォーミュラについての文書は1919年からアトランタの某銀行の金庫に融資の担保として厳重に保管されていた。その後、1985年のカンザス計画によって1度だけフォーミュラが変更されたが、抗議により3か月で元に戻されて以降は変更されていないとされる（コカインとカフェイン量を除く）。
このため、その成分や内容については真偽不明の情報がしばしば出回っており、後述のコークロアの元となった。このフォーミュラを基にしてオープンコーラという製品が作られたが、それでもコカ・コーラの味や香りを完全に再現することはできなかった。
2011年2月、アメリカのラジオ番組『This American Life』が、コカ・コーラ社の最高機密とされる香料「7x」の調合割合を発見したと公表した。同番組のプロデューサーが発見したコカ・コーラ社の地元紙『The Atlanta Journal-Constitution』の1979年2月8日付けの記事には、コカ・コーラの発明者ジョン・ペンバートンが手書きしたレシピとされる写真が添えられていた。写真から読み取れるレシピは、以下の通りである。
- コーラシロップ
  - 米国薬局方コカ流エキス 3ドラム
  - クエン酸 3オンス
  - カフェイン 1オンス
  - 砂糖 30（単位は不明瞭だが、おそらくポンド）
  - 水 2.5ガロン
  - ライムジュース 2パイント（1クォート）
  - バニラ 1オンス
  - キャラメル
  - カラメル 1.5オンス（より着色するにはそれ以上）
- 7X 香料（5ガロンのシロップに対し、2オンス混ぜる）
  - アルコール 8オンス
  - オレンジオイル 20滴
  - レモンオイル 30滴
  - ナツメグオイル 10滴
  - コリアンダー 5滴
  - ネロリ 10滴
  - シナモン 10滴

これに対しコカ・コーラ社は「アトランタの銀行の金庫に保管されている本物のレシピと、写真のレシピは異なる」とコメントし、このレシピの真実性を否定した。
2011年12月、創業125周年記念事業の一環として、アトランタに作ったコカ・コーラの博物館「World of Coca-Cola」の一角に金庫的な保管施設を造り、アトランタの某銀行からフォーミュラを取り戻してこちらに移した。フォーミュラは公開されていないが、この施設は一般人でも見学することが可能になっている。

#### メキシコのコカ・コーラが最も美味しいという説
コカ・コーラは国によって味が違い、メキシコ産サトウキビ由来の砂糖100%で作られるメキシコのコカ・コーラが最も美味しい、とする説がある。普通のコカ・コーラは果糖ブドウ糖液糖で作られるが、砂糖を使っているのが「メキシカンコーラ」の特徴、という主張である。なお、メキシコはコーラの消費量が世界一である。

### カラメル色素製造方法調整
2012年3月、カラメル色素に含有される4-メチルイミダゾールが、米国カリフォルニア州法の発がん性物質リストに摂取上限値29マイクログラム/日として追加収録される中、コーラ類飲料には355ミリリットル缶1本に100マイクログラム超の含有が認められ、リスク警告表示回避のためにレシピが変更された。米国飲料協会は「4-メチルイミダゾール」が、アメリカ食品医薬品局のヒト発がん性物質リストに収載されていない旨の声明を発表する。世界保健機関（+G）の研究では、発がんリスクありとの報告がある。

## 都市伝説
謎を抱えたまま大衆に受容されたコカ・コーラは、その謎に関する都市伝説も数多く生んだ。民間伝承（フォークロア）とひっかけて、コカ・コーラに関する都市伝説は諧謔的にコークロアと呼ばれている（ブルンヴァン等）。
多くの都市伝説同様、コークロアもそのほとんどが部分的に真実を含んでおり、それを元に誇張されているのが特徴である。以下、代表的なコークロアを解説する。

### コカ・コーラの瓶の形状について
| 瓶 |  | 1971年型シボレー・コルベット LT1 |
| 瓶 |  | 1971年型シボレー・コルベット LT1 |

コカ・コーラの独特の「くびれ」のある瓶（コンツアー・ボトル）は、女性のボディーライン、または、この当時流行したスカートを参考にデザインされたものといわれているが、この話は事実ではない。
この特徴的な形状の瓶にした理由は、暗闇で触ってもすぐにコカ・コーラとわかるようにするためと、当時無数のコカ・コーラの偽物が出回ったので類似品対策として複雑な形の瓶にしたためである。当時、百科事典のカカオ豆の挿絵から着想を得てデザインされた。
アメリカン・スポーツカーのひとつ、シボレー・コルベットの3代目（1970年代）モデルは、大胆に膨らんだ前後フェンダーとくびれたように見えるボディ中央部がコーラの瓶を連想させたことからコークボトルというニックネームがある。
また、自動車レースF1のレーシングカーは、空気抵抗を減らすために後輪周辺のボディの形状がちょうどコーラの瓶を連想させる絞り込まれた形であるため、これもまたコークボトルと称される。レーシングカー・デザイナー、ジョン・バーナードが1983年のマクラーレン・MP4/1Cで採用すると、またたく間にその形状は他のチームに模倣され、現代においては全てのF1カー（ひいてはほとんどのフォーミュラカー）はコークボトル形状である。
ちなみに、ヴァージン・コーラのペットボトルのデザインは、女優パメラ・アンダーソンのボディラインを模して作られている。

### コカ・コーラの味について
コカ・コーラのガラス製瓶には、側面下部に四角型または丸型のへこみが刻印されていた。刻印が四角型の瓶は炭酸の強い「辛口」であり、刻印が丸形の瓶は炭酸の弱い「甘口」であるとする都市伝説がペットボトルの普及前に存在した。
実際には、瓶の製造工場ごとに異なる刻印がなされていただけであり、コカ・コーラはリターナブル瓶であったため、ボトラーによる回収再使用過程において、刻印の異なる瓶が混ぜられて出荷されたものであった。この刻印は、瓶表面にロゴタイプをプリントするときに、金型成形でできるパーティングラインの上にプリント部がかからないよう、方向を規制するために使われていたものである。瓶製造メーカーの工場設備によって丸型・四角型のほうが固定しやすいといった違いがあったためである。日本では丸型が石塚硝子製、四角型が日本山村硝子製となっている。
同じ商標、同じ製法、同じデザインのコーラの風味に（甘口・辛口と評されるような）大きな差異はない。

### サンタクロースが赤い服を着ている由来について
この都市伝説によれば、サンタクロースはもともとの伝承では緑の服を着ていたが、コカ・コーラ社がCM（看板）でコカ・コーラのシンボルカラーである赤い色の服を着たサンタクロースを登場させたため、赤い服のサンタクロースが広まったことになっている。
しかし、現在のサンタクロースのイメージの元となったとされる、ニューヨークの画家、トーマス・ナストが19世紀に描いた聖ニコラウス像において、ニコラウスは赤いマントを羽織っており、このマントが変化してサンタクロースの赤い服になったのだという。
また、1914年の日本の児童雑誌『子供之友』には、現代と全く同じイメージの、大人の背丈で白髭に赤い服を着たサンタクロースが描かれている。さらに当時の輸出用クリスマス用品のサンタクロース人形もこの姿でもあった。従って遠く日本にも伝わるほど定番となっていた赤い服のサンタクロースの姿を、1931年になってからコカ・コーラ社が広告に採用した、というのが事実である。
「白ひげ」「赤い服」「太っている」「陽気」というサンタクロースの要素は、既に絵本・イラスト・サンタクロース人形などにより定着しており、この「白ひげを蓄え赤い服を着た太った陽気なサンタ」像をCMに使用した企業の一つがコカ・コーラ社であった、ということである。
- ドイツ、ドレスデンで走行展示されるコカ・コーラ、クリスマスイベント用フレイトライナー・トラックス製トラック
- サンタクロースの起源とされる聖ニコラウス（オランダにおけるシンタクラースの伝統的な装い）
- 『子供之友』1914年12月号に掲載されたサンタクロース

### コカ・コーラは民主党、ペプシコーラは共和党
コカ・コーラ社は民主党と親しく、ペプシコ社は共和党と親しいため、「アメリカ合衆国大統領が代わると、ホワイトハウスのコーラも代わる」とする都市伝説があるが、現実には共和党出身の大統領だったドワイト・D・アイゼンハワーと親しかったりするなど、共和党とも無縁ということはなく、あくまで噂の範囲を出ない。2017年から大統領を務めた共和党のドナルド・トランプに至っては、毎日12本ものダイエット・コーク（コカ・コーラ）を愛飲している。ホワイトハウスの執務室には、ダイエット・コークを運ぶ執事を呼ぶ赤ボタンまで設置されていたが、2021年1月に民主党のジョー・バイデンが大統領に就任すると赤ボタンは速やかに撤去された。
コカ・コーラ社の筆頭株主であるバークシャー・ハサウェイを率いるウォーレン・バフェットは、民主党支持者としても有名である。ペプシコ社とのライバル関係は根深く、従業員が勤務中にペプシを飲んだことが発覚して解雇されたエピソードがある。

### コカ・コーラの成分
コカ・コーラ社は香料レシピを公開していないところから、それを知る人物は重役2名だけで、1名が突然事故などに遭遇しても存続するために2人が同じ飛行機に搭乗しない、という都市伝説が喧伝されている。原材料に豚血液が含まれると噂された時期は、ブタの食用を禁じるムスリムへの売り上げが激減したという。

### コカ・コーラを飲むと骨が溶ける噂話
発祥時期や地域は不明であるが、1970年代から1980年代前半頃に広く流布された噂話である。
このことについて、1970年代にコカ・コーラ社は、パンフレットで「確かに魚の骨をつけておくと溶けてしまう」ことを認めた。だが、魚の骨は人間の骨と成分が違うこと、ヒトが飲用したコカ・コーラは消化器を経由し、骨に到達する頃には別な物質に変化しているため、コカ・コーラを飲み続けても、骨がもろくなったり、骨が溶けることは無いと説明していた。

## 日本におけるバリエーション
日本では、大正時代に輸入された。以下の商品が販売されている（ただし、地域によって異なることがある）。なお、以前はパッケージに記載されていた販売者は「コカ・コーラ ナショナルビバレッジ(株)」となっていたが、事業再編に伴って、2008年12月以降に発売された製品の販売者は「コカ・コーラ カスタマーマーケティング(株)」に変更されている。

### 現行
- コカ・コーラ
- コカ・コーラ ゼロシュガー
- コカ・コーラ ゼロシュガー ゼロカフェイン
- コカ・コーラ プラス（特定保健用食品の許可を受けたコカ・コーラ）

### 過去の商品
- コカ・コーラ C2
- コカ・コーラ シトラ
- コカ・コーラ ライト
- ダイエット コカ・コーラ
- ダイエット コカ・コーラ レモン
- ダイエット コーク（英語版）
- カフェインフリー ダイエットコーク
- ノーカロリー コカ・コーラ
- ノーカロリー コカ・コーラ プラスビタミン
- コカ・コーラ ライフ
- バニラ コカ・コーラ
- チェリーコーク
- タブクリア
- レイディオ
- コカ・コーラ レモン
- コカ・コーラ ライム（2015年11月2日発売）[28]
- コカ・コーラ オレンジ（2016年3月28日再発売）[29]
- コカ・コーラ ジンジャー
- コカ・コーラ ピーチ
- コカ・コーラ レモン＆ビタミン（セブン-イレブン限定販売）
- コカ・コーラ フローズン レモン（フローズン状のコカ・コーラ）
- コカ・コーラ クリア
- コカ・コーラ プラスコーヒー（コーヒーを含んだコカ・コーラ。コカ・コーラ プラスとは無関係）
- コカ・コーラ アップル
- コカ・コーラ ストロベリー
- コカ・コーラ クリアライム[30]
- コカ・コーラ オレンジバニラ
- コカ・コーラ エナジー（コカ・コーラとして初のエナジードリンク）[31]

### ギャラリー

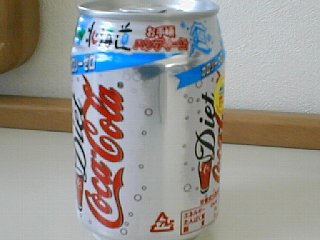
ダイエット コカ・コーラ（北海道限定缶・2002年5月撮影 2007年4月2日より「ノーカロリー コカ・コーラ」に名称変更）
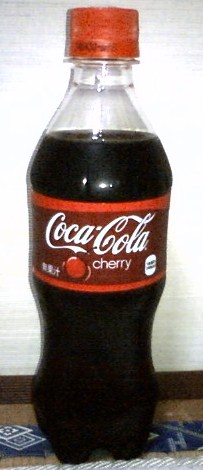
コカ・コーラ チェリー （2013年）
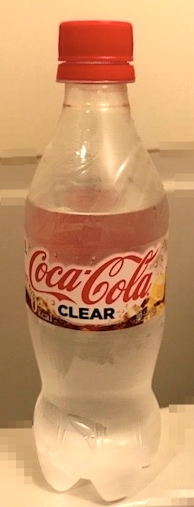
コカ・コーラ クリア（2018年）

## 日本におけるこれまでのCM
1968年のサーフィン編までは白黒で制作されていた。1968年のテレフォン編で初めてカラー化された。

### 品目・出演タレントなど
1962年
- 「コカ・コーラの唄」 - フォー・コインズ（コーラスグループ）
  - 初めてのテレビCM「コカ・コーラ買ってきた（地球）」編からストップモーション・アニメーションによる「人形」編、実写による花火編、海編、山（バイキング料理）編があり、後述する1967年の加山雄三が出演したスキー編、音楽編、船編などもフォー・コインズがバックグラウンドコーラスを挿入している。また、2006年には「ダイエットコーク」のCM（倖田來未が出演）においてこの曲のアレンジ版が使用された。

1964年
- コカ・コーラ - 井上順
  - 日本における初めてのコカ・コーラCMタレント

1967年
- コカ・コーラ - 加山雄三

1969年
- コカ・コーラ - ピンキーとキラーズ

1975年
- コカ・コーラ - グレン・キャンベル、ダイアナ・ロス、スタイリスティックス
  - 『カミング・ホーム』がイメージ・ソングとして使われ、キャンベルのバージョンは日本でのみシングルカットされヒット。

1977年
- コカ・コーラ（夏のキャンペーン） - ピンク・レディー
- コカ・コーラ（1リットル瓶） - 京塚昌子

1979年
- コカ・コーラ（夏のキャンペーン） - 沢田研二
  - CMソングとして『RED SUMMER』を起用。

1982年
- コカ・コーラ - 森繁久彌
- コカ・コーラ - 矢沢永吉
- コカ・コーラ - 三原順子
- コカ・コーラ - 渡辺貞夫

1983年
- コカ・コーラ - 松山千春（Sing a Song。キャッチコピー「俺はコークだ!!」）
- コカ・コーラ - 早見優
- コカ・コーラ - BLACK CATS

1984年
- コカ・コーラ ライト - 細川俊之、木の実ナナ、倍賞美津子、森繁久彌

1985年
- コカ・コーラ - BLACK CATS

1987年
- コカ・コーラ - 松本孝美、ケン・ブレニス

1989年
- コカ・コーラ - 加藤幸子

1990年
- コカ・コーラ - 加勢大周

1993年
- コカ・コーラ - ヴェルディ川崎の選手11人（ただし、三浦知良はサントリーと契約中だったため出演せず）

1994年
- コカ・コーラ - trf

1995年
- コカ・コーラ（夏男・夏女） - 鷲野由美、 所ジョージ
- コカ・コーラ - 星野真理
- コカ・コーラ ライト - シェリー

1997年
- コカ・コーラ ライト（電話） - りょう
- コカ・コーラ ライト（軽い気分） - りょう

1998年
- コカ・コーラ ライト（ドライブインシアター） - りょう
- コカ・コーラ ライト（髪を切る） - りょう
- コカ・コーラ ライト（気分のダイエット） - りょう
- コカ・コーラ ライト（観覧車） - りょう

1999年
- コカ・コーラ（「ココロが踊りだす」キャンペーン） - 畦地令子、山口あゆみ、谷原章介、中本奈奈、佐藤江梨子、横山優貴、藤田遼、高以亜希子、岡あゆみ
  - CMソングとして『ときめきのリズム』川村結花、ウルフルズ、藤井フミヤを起用。
- コカ・コーラ 500ml（ヒップボトル） - KEIKO（globe）

2001年
- コカ・コーラ（No Reason! キャンペーン） - 桑田佳祐
  - CMソングとして『波乗りジョニー』『白い恋人達』を起用。

2002年
- コカ・コーラ（No Reason! キャンペーン） - 桑田佳祐
  - CMソングとして『可愛いミーナ』『ROCK AND ROLL HERO』『影法師』を起用（同年末終了）。

2003年
- コカ・コーラ（No Reason! キャンペーン） - 東山紀之、堂本光一、井ノ原快彦、嵐、岡田准一、山下智久
  - CMソングとしてKinKi Kidsの『永遠のBLOODS』、嵐の『ハダシの未来』を起用。

2004年
- コカ・コーラ C2「中田のマイ・コーク」 - 中田英寿
- コカ・コーラ C2「それぞれのマイ・コーク」 - 渡瀬広子
- コカ・コーラ C2「よくばり」 - 井上訓子、里中あや、片山怜雄
  - CMソングとしてエアロスミスを起用。

2005年
- コカ・コーラ（つながる瞬間にコカ・コーラ） - BENNIE K
- ダイエット コカ・コーラ「私はゼロで行く編」 - 真山景子

2006年
- コカ・コーラ「正月のバトン編」 - 木南晴夏
- コカ・コーラ（Coke, Please! キャンペーン） - 横山剣（クレイジーケンバンド）→明石家さんま→KREVA+I.B.B
  - 初期のCMソング『コカ・コーラの唄（スカッとさわやか）』の歌がニューアレンジで復活。
- ダイエット コカ・コーラ「空港」「チアリーダー」（Coke,Please! キャンペーン） - 倖田來未

2007年
- コカ・コーラ「ハピネスチョイス：からかわれてる? 告白されてる? 編」 - 芳賀優里亜
- ノーカロリー コカ・コーラ - リア・ディゾン
- コカ・コーラ ゼロ - YONJI

2008年
- コカ・コーラ ゼロ「ガードル編」 - 照英、小手伸也
- ノーカロリー コカ・コーラ「ギャラリー編」 - サラ・ジェシカ・パーカー

2008年7月にはエイベックスより1962年から1989年までのテレビコマーシャルを収録した『The Coca-cola TVCF Chronicles』（DVD）がリリースされている。これによれば1968年から1990年までマッキャンエリクソン（広告代理店・1968年当時は博報堂との提携企業）の坂田耕がテレビCM制作にかかわっていた。
2018年
- コカ・コーラ クリア「爽快な音編」 - 綾瀬はるか[32]

2019年
- コカ・コーラ「コカ･コーラ ゼロ Zero Break編」 - 菅田将暉[33]

### 歴代のCMソング
| 年      | 曲名                                                  | 歌手名                                                          | キャッチコピー                                          | 備考                                        |
| ------- | ----------------------------------------------------- | --------------------------------------------------------------- | ------------------------------------------------------- | ------------------------------------------- |
| 1962年  | コカ・コーラの唄                                      | フォー・コインズ                                                |                                                         |                                             |
| 1964年  | コカ・コーラの唄                                      | スリー・バブルス                                                |                                                         |                                             |
| 1966年  | 意見が合うのは                                        | ジミー時田                                                      |                                                         |                                             |
| 1968年  | コークの唄                                            | 加山雄三&ザ・ランチャーズ                                       |                                                         |                                             |
| 1968年  | コークと叫べば                                        | ザ・ワイルド・ワンズ                                            |                                                         |                                             |
| 1968年  | 素晴らしい虹                                          | ヴィレッジ・シンガーズ                                          |                                                         |                                             |
| 1968年  | 青い空青いからコカ・コーラ                            | フォーリーブス                                                  |                                                         |                                             |
| 1969年  | 恋がしたくて                                          | ピンキーとキラーズ                                              |                                                         |                                             |
| 1969年  | 楽しい旅に行こう                                      | ザ・ワイルド・ワンズ                                            |                                                         |                                             |
| 1969年  | コークをのめば                                        | スクールメイツ                                                  |                                                         |                                             |
| 1969年  | コーク・トーク                                        | スクールメイツ                                                  |                                                         |                                             |
| 1970年  | 新コカ・コーラの唄・新世界                            | デューク・エイセス&シンガーズ・スリー ピンキーとキラーズ        | Big New Life                                            |                                             |
| 1970年  | 新コカ・コーラの唄・新世界 コークスキー編             | ザ・ワンダース&シンガーズ・スリー                               | Big New Life                                            |                                             |
| 1971年  | The Real Life                                         | 尾崎紀世彦 赤い鳥 トワ・エ・モワ                                | The Real Life                                           |                                             |
| 1972年  | コークの世界                                          | 西郷輝彦                                                        |                                                         |                                             |
| 1972年  | 愛するハーモニー                                      | ザ・ニュー・シーカーズ スクールメイツ                           |                                                         |                                             |
| 1973年  | うるおいの世界                                        | 朱里エイコ 布施明                                               |                                                         |                                             |
| 1974年  | うるおいの世界・広場編                                | 森山良子                                                        |                                                         |                                             |
| 1974年  | うるおいの世界・友達編 うるおいの世界・サイクリング編 | かまやつひろし                                                  |                                                         |                                             |
| 1974年  | うるおいの世界・街編 うるおいの世界・山小屋編         | ビリー・バンバン                                                |                                                         |                                             |
| 1977年  | Come on in. Coke'77                                   | トランザム ハイ・ファイ・セット                                 | 『Come on in. Coke』                                    |                                             |
| 1978年  | Come on in. Coke'78                                   | トランザム サーカス                                             | 『Come on in. Coke』                                    |                                             |
| 1979年  | Come on in. Coke'79                                   | トランザム 柳ジョージ&レイニーウッド サーカス 山下達郎 郷ひろみ | 『Come on in. Coke』                                    |                                             |
| 1979年  | RED SUMMER                                            | 沢田研二                                                        | 『Come on in. RED SUMMER』 『夏に、燃えてきた。』       | サマーキャンペーンソング                    |
| 1980年  | THIS IS A SONG FOR COCA-COLA                          | 矢沢永吉                                                        |                                                         |                                             |
| 1980年  | Yes Coke Yes '80                                      | サーカス 南佳孝                                                 | 『Come on in. Coke』                                    |                                             |
| 1981年  | Yes Coke Yes '81                                      | 杉真理 SOAP                                                     | 『Yes Coke Yes』                                        |                                             |
| 1982年  | YES MY LOVE −愛はいつも−                              | 矢沢永吉                                                        | 『Yes Coke Yes』 『コークが好きだ。矢沢永吉』           |                                             |
| 1983年  | Sing a Song（Yes Coke Yes '83）                       | 松山千春                                                        | 『Yes Coke Yes』 『俺は、コークだ。松山千春』           |                                             |
| 1983年  | 夏色のナンシー（Yes Coke Yes '83）                    | 早見優                                                          | 『Yes Coke Yes』 『コーク、好きっ。早見優』             |                                             |
| 1983年  | Brown Coke                                            | 渡辺貞夫+カシオペア                                             | 『Yes Coke Yes』                                        |                                             |
| 1984年  | Yes Coke Yes '84（You're always There）               | 鈴木康博 原田真二&クライシス 楠木勇有行&EVE ムーンライダーズ    | 『Yes Coke Yes』                                        |                                             |
| 1985年  | 素敵にダンシング (Coke Is It)                         | SHOW-YA                                                         | 『Coke Is It!』                                         |                                             |
| 1986年  | 太陽にPUMP! PUMP!                                     | EPO                                                             | 『Coke Is It!』                                         |                                             |
| 1987年  | I feel Coke'87                                        | 佐藤竹善 Candee (高尾のぞみ) ハイ・ファイ・セット               | 『I feel Coke』                                         | 井上大輔の楽曲                              |
| 1988年  | I feel Coke'88                                        | 上田正樹 佐藤竹善 Candee (高尾のぞみ)                           | 『I feel Coke』                                         |                                             |
| 1989年  | I feel Coke'89                                        | 中村耕一 佐藤竹善 Candee (高尾のぞみ) J-WALK                    | 『I feel Coke』                                         |                                             |
| 1991年  | さわやかになるひととき                                | 楠木勇有行                                                      | 『さわやかになる、ひととき』                            |                                             |
| 1993年  | Lyric Logo                                            | 楠木勇有行                                                      | 『Always Coca-Cola』                                    |                                             |
| 1993年  | ふたりのオルケスタ                                    | 久保田利伸                                                      | 『Always Coca-Cola』                                    |                                             |
| 1994年  | BOY MEETS GIRL                                        | trf                                                             | 『Always Coca-Cola』                                    |                                             |
| 1995年  | 情熱男・灼熱女（ナツオトコ・ナツオンナ）              | 永岡昌憲                                                        | 『夏男。夏女。』                                        |                                             |
| 1995年  | 息子                                                  | 奥田民生                                                        | 『Always COKE』                                         |                                             |
| 1999年  | still growin' up                                      | globe                                                           |                                                         | 『TOUCH THE globe LIVE 2000!篇』            |
| 1999年  | ときめきのリズム                                      | 川村結花                                                        | 『ココロが踊りだす。Live the Moment』                   |                                             |
| 2001年  | 波乗りジョニー                                        | 桑田佳祐                                                        | 『No Reason』                                           |                                             |
| 2001年  | 白い恋人達                                            | 桑田佳祐                                                        | 『No Reason』                                           |                                             |
| 2002年  | 可愛いミーナ                                          | 桑田佳祐                                                        | 『No Reason』                                           |                                             |
| 2002年  | ROCK AND ROLL HERO                                    | 桑田佳祐                                                        | 『No Reason』                                           |                                             |
| 2002年  | 影法師                                                | 桑田佳祐                                                        | 『No Reason』                                           |                                             |
| 2002年  | Hot Stuff                                             | Donna Summer                                                    |                                                         | ダイエットコカコーラ                        |
| 2003年  | 永遠のBLOODS                                          | KinKi Kids                                                      | 『No Reason』                                           |                                             |
| 2003年  | ハダシの未来                                          | 嵐                                                              | 『No Reason』                                           |                                             |
| 2004年  | Falling In Love                                       | Aerosmith                                                       |                                                         | コカ・コーラ C2『よくばり篇』               |
| 2005年  | Dreamland                                             | BENNIE K                                                        | 『つながる瞬間に。』                                    |                                             |
| 2006年  | コカ・コーラの唄（スカッとさわやか）                  | クレイジーケンバンド 明石家さんま KREVA × IBB                   | 『Coke,Please!』                                        |                                             |
| 2007年  | 熱帯夜                                                | RIP SLYME                                                       | 『music on the Coke Side of Life (Cokeのきいた音楽を)』 | 『Coke + iTunesキャンペーン』               |
| 2009年  | WILD                                                  | 安室奈美恵                                                      | 『WILD HEALTH』                                         | コカ・コーラ ゼロ『ワイルドトレーニング篇』 |
| 2009年  | ZERO                                                  | RIZE                                                            | 『WILD HEALTH』                                         | コカ・コーラ ゼロ『ワイルドボクササイズ篇』 |
| 2010年  | Happy Lane                                            | Layla Lane                                                      |                                                         | 『Boy編』『Girl編』                         |
| 2010年  | Break It                                              | 安室奈美恵                                                      | 『WILD HEALTH』                                         | コカ・コーラ ゼロ                           |
| 2011年  | Wonder Woman                                          | 安室奈美恵 feat. AI&土屋アンナ                                  | 『WILD HEALTH』                                         | コカ・コーラ ゼロ『WILD RACE篇』            |
| 2011年  | ハピネス                                              | AI                                                              | 『ハッピーをあけよう。』                                | 『2011年 クリスマスキャンペーン』           |
| 2012年  | Born to Be Wild                                       | FUZZY CONTROL                                                   | 『WILD HEALTH』                                         | コカ・コーラ ゼロ 原曲：Steppenwolf         |
| 2013年  | Chasing The Sun                                       | The Canon Logic                                                 | 『ハッピーをあけよう。』                                | 『ミニフリスビー篇』 原曲：The Wanted       |
| 2013年  | You are My Sunshine                                   | Stine J.                                                        | 『ハッピーをあけよう。』                                | 『OPEN SUMMER篇』                           |
| 2013年  | No Limit                                              | EXILE                                                           | 『Zero Limit』                                          | コカ・コーラ ゼロ『ZERO LIMIT篇』           |
| 2018年  | 世界はあなたに笑いかけている                          | Little Glee Monster                                             | 『ウチのコークは世界一』                                | 『ウチのコークは世界一』篇                  |
| 2023年  | I feel Coke Magic                                     | 水曜日のカンパネラ Mrs.GREEN APPLE                              |                                                         | 「どっちの美味しさが好き？」篇              |
| 2024 年 | コロンブス                                            | Mrs.GREEN APPLE                                                 |                                                         | 「Coke Studio 魔法の始まり」篇※放映中止     |

### コンピレーション・アルバム
1991年以前のCMソングは「コカ・コーラCMソング集 1962-89」（2005年）、「コカ・コーラCMソング集 Super More」（2006年）という2枚のコンピレーション・アルバムにまとめられている。
| 発売日        | タイトル                          | 規格品番  | 発売元                       |
| ------------- | --------------------------------- | --------- | ---------------------------- |
| 2005年3月24日 | コカ・コーラCMソング集 1962-89    | GNCP-1005 | ジェネオンエンタテインメント |
| 2006年3月24日 | コカ・コーラCMソング集 Super More | GNCP-1014 | ジェネオンエンタテインメント |

### キャッチコピー
ほとんどが日本国内で独自に考案されているが、英文コピーの中には本国アメリカでも高い評価を受けたものが多い。
- 1962年 - 1969年 「スカッとさわやかコカ・コーラ」 - このコピー自体が商標登録されている（第1620406号）。
- 1970年　「新世界 Big New Life」
- 1971年　「The Real Life」
- 1972年　「The Real Life」「このひととき、コークの世界」
- 1973年 - 1974年　「コカ・コーラ うるおいの世界」
- 1975年　「スカッとさわやかコカ・コーラ」
- 1976年 - 1980年　「Come on in Coke」
- 1981年 - 1984年　「Yes Coke Yes」
- 1985年 - 1986年　「Coke is it!」- ニュー・コーク発売の際に世界共通のキャッチコピーとして使用。
- 1987年 - 1990年　「I feel Coke」
- 1991年 - 1992年　「さわやかになる、ひととき。」
- 1993年 - 1998年　「Always Coca-Cola」
- 1999年　「Live the Moment ココロが踊りだす」「Always Coca-Cola」
- 2000年　「Tsu・Na・Ga・Ru Coca-Cola」
- 2001年 - 2002年　「ココロが求めてる」「No Reason Coca-Cola」
- 2003年　「リクツじゃ、ないんだ」「No Reason Coca-Cola」
- 2004年　「Special Magic」
- 2005年　「つながる瞬間（とき）に。Coca-Cola」（スポンサークレジット用のキャッチとしては「人と人をうるおすコカ・コーラ」）
- 2006年　「Coke,please! - スカッとさわやかコカ・コーラ」
- 2007年 - 2021年 「the Coke Side of Life（Cokeのきいた人生を）」 - 世界共通のコピーを使用。
- 2017年　「赤は、おいしさのしるし。」 - パッケージのリニューアルとゼロ飲料のパッケージに赤を取り入れた事で赤はコカ・コーラのイメージカラーであると認識させた。
- 2022年 - 2024年 「Real Magic」
- 2025年 「夢中全開。Coca-Cola」

### (^^)検索
コカ・コーラのテレビCMの中で、CMの最後にインターネットの検索窓を模した枠のなかに「(^^)」と表示され、検索ボタンがクリックされる映像が含まれたものがある。これは、検索の際には顔文字「(^^)」を使用するよう促しているものであった。

### 『Grand Theft Auto』酷似CM
2006年に、アメリカのコカ・コーラのCMでゲームソフト『Grand Theft Auto』（GTA) のゲーム画面にそっくりのCMが放映され、その動画がYouTubeにアップされることで日本でも視聴可能となった。CMの内容があまりにもGTAとかけ離れた平和的かつフレンドリーな描写になっており、視聴者の笑いを誘った。なお、一部のシーンにはGTA的な要素（クルマのドライバーを強制的に降ろす、向かってきた男からバッグをひったくるなど）も見受けられる。このCMは2007年から日本でも、コカ・コーラ公式サイトでアメリカ放映版がそのまま視聴できた他、テレビCMでは30秒に編集され「いい人のフリ? それとも、ホントにいい人?」編として放送された。